# Ромео мора умрети
Ромео мора умрети (енгл. Romeo Must Die) је акциони филм из 2000. са темом Ромеа и Јулије. Филм је режирао Анджеј Бартковјак, а главне улоге тумаче Џет Ли и Алија.
Полицајац из Хонг Конга, избезумљен када сазна да му је брат убијен у Америци, креће у освету. Док је у потрази за убицом, заљубљује се у ћерку бизнисмена, који има везе са подземним светом.

## Радња
У Оукланду се води рат између кинеске мафије и афроамеричке банде, које се такмиче за контролу луке у Оукланду и прерасподелу грађевинских парцела.
Али једног дана, најмлађи син шефа кинеске мафије је убијен. Рат банди постаје све опаснији и од најбруталнијих очекивања за сваку од банди. Вест о атентату стигла је до његовог брата Хана, који је у затвору у Хонг Конгу. Сазнавши за ово, старији брат Хан (Џет Ли), бивши полицајац, побегавши из затвора у Хонг Конгу, одлучује да пронађе убицу. Само је питање времена када ће се Хан наћи на америчким обалама. По доласку, Кан упознаје шармантну Триш О'Деј (Алија), са којом заједно одлучује да заустави крвави рат за поделу парцела у Оукленду и да пронађу убицу његовог брата. Сукобљен са својом породицом и одлучан да открије истину, Хан постаје све више уплетен у мистерију око смрти свога брата. И такође постаје мета — не само за ривале из црначке банде, већ и за плаћенике који служе интересима далеко већим од контроле луке. Хан нема другог избора него да се суочи са свима њима. Али за разлику од њих, који могу да користе само оружје, Хан је и сам оружје...

## Улоге
| Улога                | Глумац           |
| -------------------- | ---------------- |
| Хан Синг             | Џет Ли           |
| Триш О'Деј           | Алија            |
| Мак                  | Ајзеја Вошингтон |
| Кај                  | Расел Вонг       |
| Силк                 |                  |
| Ајзак О'Деј          | Делрој Линдо     |
| Колин О'Деј          | Д. Б. Вудсајд    |
| Чу Синг              | Хенри О          |
| По Синг              | Џон Кит Ли       |
| Винсент Рот          | Едоардо Балерини |
| Морис                | Антони Андерсон  |
| Дејв, Ротов асистент | Метју Харисон    |
| Кунг                 | Тери Чен         |
| Кинески курир        | Дерек Лоу        |
| Нови затвореник      | Ронин Вонг       |

## Зарада
- Зарада у САД - 55.973.336 $
- Зарада у иностранству - 35.063.424 $
- Зарада у свету - 91.036.760 $